# Kazuhisa Iijima
Kazuhisa Iijima (Tokio, 6 januari 1970) is een voormalig Japans voetballer.

## Carrière
Kazuhisa Iijima speelde tussen 1992 en 2002 voor Nagoya Grampus Eight, Kawasaki Frontale en Avispa Fukuoka.